# 贝尔拉茨
贝尔拉茨（法語：Berlats，法語發音：[bɛʁlats]）是法国奥克西塔尼大区塔恩省的一个市镇，属于卡斯特尔区。

## 地理
贝尔拉茨（43°41'48"N, 2°33'54"E）面积10.45 平方千米，位于法国奧克西塔尼大區塔恩省，该省份为法国南部内陆省份，北起顺时针与阿韦龙省、埃罗省、奥德省、上加龙省和塔恩-加龙省接壤。
与贝尔拉茨接壤的市镇（或旧市镇、城区）包括：丰里约、埃斯佩罗斯、日茹内、维亚讷。
贝尔拉茨的时区为UTC+01:00、UTC+02:00（夏令时）。

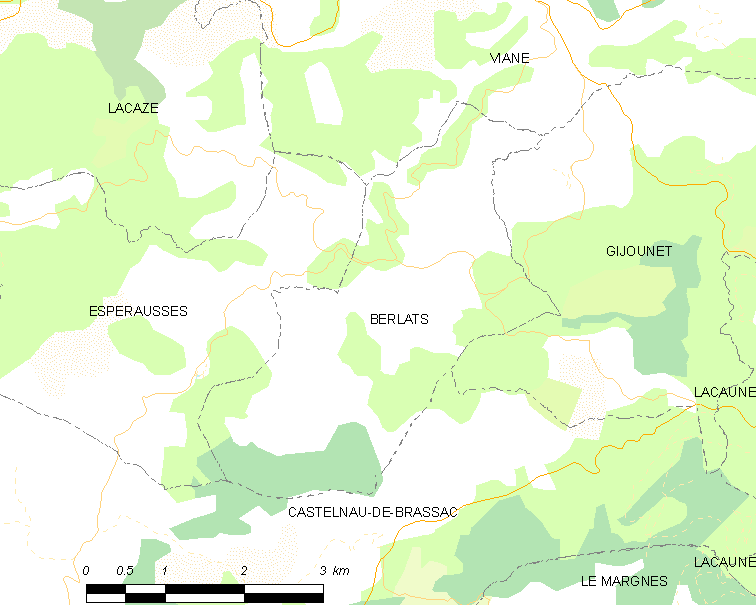
贝尔拉茨的OSM定位图

## 行政
贝尔拉茨的邮政编码为81260，INSEE市镇编码为81028。

## 政治
贝尔拉茨所属的省级选区为奥克高地县。

## 人口

1962-2008年间贝尔拉茨人口变化图示

贝尔拉茨于2022年1月1日时的人口数量为113人。